# Ottmar Mergenthaler

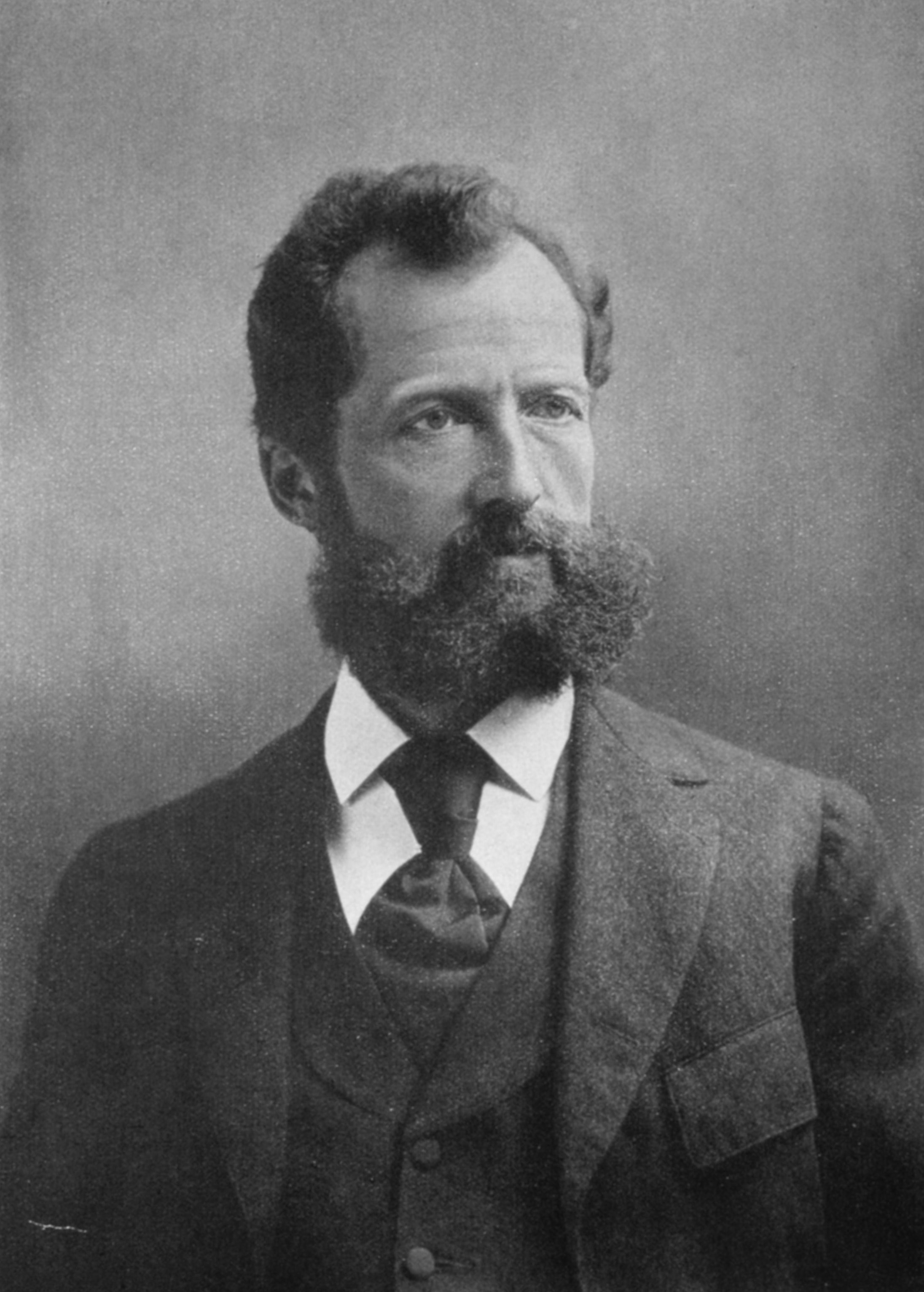
Ottmar Mergenthaler

Ottmar Mergenthaler (* 11. Mai 1854 in Hachtel; † 28. Oktober 1899 in Baltimore) war ein deutschamerikanischer Uhrmacher und Erfinder der Linotype-Setzmaschine.

## Leben

### Jugend in Deutschland
Ottmar Mergenthaler wurde als drittes von vier Kindern von Johann Georg Mergenthaler (1820–1893) und Rosine Ackermann (1828–1859) am 11. Mai 1854 in Hachtel (heute ein Ortsteil von Bad Mergentheim) geboren. Sein Vater war Dorfschulmeister und stammte aus Hohenacker bei Waiblingen. Schon im Herbst 1854 wurde der Vater nach Neuhengstett bei Calw versetzt, wo er vier Jahre blieb, bis er im Sommer 1858 den Schuldienst in Ensingen bei Vaihingen an der Enz antrat. Dort erlebte Ottmar seine Jugendjahre. 1859 starb seine Mutter. 1861 heiratete der Vater Karoline Hahl, die dem jungen Ottmar und seinen Geschwistern eine treusorgende Stiefmutter war.
Schon als Kind zeigte Ottmar großes technisches Interesse. So gelang es ihm, die defekte Kirchturmuhr in Ensingen zu reparieren. Seinen Wunsch, Maschinenbau zu studieren, konnte ihm der Vater aus finanziellen Gründen aber nicht erfüllen. Andererseits wollte er auch nicht Lehrer wie sein Vater werden. Seine beiden älteren Brüder besuchten bereits die Realschule, aber für Ottmar konnte der Vater das Schulgeld nicht mehr bezahlen, außerdem wurde er zunächst als Hilfe im Haushalt benötigt. Da technische Berufe eine höhere Schulbildung erforderten, ging Ottmar einen Kompromiss ein: er begann im Mai 1868 nach dem Besuch der Volksschule eine Uhrmacherlehre bei seinem Stiefonkel, dem Uhrmachermeister Louis Hahl in Bietigheim an der Enz. Die Grundlage für seine technischen Kenntnisse lieferte der Besuch der Abend- und Sonntagsschule. Er beschloss, nach Beendigung der Lehrzeit nach Amerika auszuwandern.

### Erste Schritte in Amerika

Ottmar Mergenthaler mit 25 Jahren

Mergenthaler erreichte am 26. Oktober 1872 als Zwischendeckpassagier auf dem Dampfer „Berlin“ Baltimore. Er fuhr weiter nach Washington, D.C., wo sein Vetter August Hahl eine Werkstatt für elektrische Geräte und Messwerkzeuge betrieb. Dieser hatte ihm das Geld für die Reise vorgestreckt, Mergenthaler sollte im Gegenzug in seiner Werkstatt arbeiten.
Das Unternehmen des Vetters fertigte auch zahlreiche Erfindermodelle, für die nach damaligem Recht mit jedem Patentantrag in Washington auch ein Modell eingereicht werden musste. Ottmar Mergenthaler hatte auf diese Weise häufig Kontakt mit neuen Entwicklungen. 1875 verlagerte August Hahl die Werkstatt nach Baltimore. Ab 1878 war Mergenthaler Teilhaber des Unternehmens.
Am 9. Oktober 1878 erhielt Ottmar Mergenthaler die amerikanische Staatsbürgerschaft.
1881 heiratete er Emma Lachenmaier, eine Tochter deutscher Eltern. Aus der Ehe sind fünf Kinder hervorgegangen. 1883 trennten sich die Wege der Vettern und Mergenthaler eröffnete seine eigene Werkstatt.

### Erste Erfolge mit Druckmaschinen
In dieser Zeit entstand ein starker Bedarf nach einer brauchbaren Setzmaschine. Noch immer arbeitete man mit dem seit Gutenberg gebräuchlichen Handsatz, bei dem die Leistung eines geübten Setzers etwa 1400 Zeichen pro Stunde beträgt. Da aber schon im ersten Drittel des 19. Jahrhunderts die ersten leistungsfähigen Druckmaschinen aufgekommen waren, fehlte eine ähnliche Leistungssteigerung bei der Satzherstellung. Deshalb beschäftigten sich zahlreiche Erfinder damit, den Setzvorgang zu automatisieren und zu beschleunigen, scheiterten aber meist an mechanischen Problemen.

Zeilensetzmaschine von Ottmar Mergenthalers Firma Linotype

Auch Ottmar Mergenthaler suchte einige Jahre lang nach einer Lösung. Vor seiner Selbständigkeit verbesserte er mehrere Maschinen für das Unternehmen Hahl. Charles T. Moore brachte eine lithographische Schreibmaschine in die Werkstatt, die Mergenthaler zwar zum Funktionieren brachte, deren Prinzip aber den Satz nicht beschleunigte. Für den Gerichtsschreiber James Ogilvie Clephane, den er 1876 kennenlernte, sollte er eine Matrizen-Prägemaschine vervollkommnen. Zwei Jahre später wurde die Maschine fertiggestellt, jedoch hatte das Funktionsprinzip mit Papiermatern gravierende Mängel, und das erzeugte Schriftbild war inakzeptabel. Clephane unterstützte Mergenthaler weiterhin bei seiner Arbeit zusammen mit Lemon G. Hine, einem Rechtsanwalt aus Washington, und beide gaben ihm 9.000 US-Dollar (entspricht heute ungefähr 290.000 US-Dollar) zum Kauf von 4.500 Matrizen für seine neue Idee.
1884 konstruierte Mergenthaler eine Matrizenstabsetzmaschine mit Tastatur in seiner kleinen Werkstatt in Bank Lane, Baltimore. In die Matrizen, die an Drähten geführt wurden, waren vertiefte Schriftzeichen geprägt. Durch das Tasten wurden sie ausgelöst und zu einer Zeile gesammelt. Das Ausschließen erfolgte noch von Hand. Die Zeile wurde aber schon bei diesem frühen Modell mit Blei gegossen. Das Patent für die Setzmaschine war am 26. August 1884 amtlich bestätigt worden und kurz darauf wurde die eigene Firma „National Typographic Co of West-Virginia“ gegründet mit Frank Hume, Kurtz Johnson, James O. Clephane, Abner Greenleaf mit Mr. Hine als Präsidenten und Mergenthalers Werk-Leitung mit einem Betrieb in der 201, Camden Street. Sie wurde eingetragen mit 1 Million US-Dollar (entspricht heute ungefähr 33 Millionen US-Dollar), aufgeteilt in 40.000 Anteilen. Hine sicherte Mergenthaler im Erfolgsfall „some fair share“ (einen fairen Anteil) an der Erfindung zu. Ein Vertrag wurde unterzeichnet, der besagte, dass alle Erfindungen, jetzige und zukünftige, Eigentum der Firma waren.
Am 13. November 1884 wurde der Vertrag dahingehend abgeändert, dass der Erfinder die volle Kontrolle über seine Entwicklungsarbeit behält, ein jährliches Gehalt von 3.000 US-Dollar (heute ungefähr 100.000 US-Dollar) erhält sowie 10 % von den Einnahmen aus jeder Maschine, die Gewinn abwirft. In einem anderen Bereich des Vertrages wurde festgeschrieben, dass alle Erfindungen, jetzige und zukünftige, Eigentum der Firma würden, falls Mergenthaler die Firma verlassen sollte.
Ein Jahr später, im Februar 1885, wurde die Zeile in einer verbesserten Maschine automatisch mit Doppelkeilen ausgeschlossen. Die Herstellung der Matrizen mit 4500 geprägten Schriftbildern war jedoch (noch) zu teuer.
Stilson Hutchins, der Eigentümer der Washington Post, organisierte die Ausstellung und Werbung für die Zeilensetzmaschine im Chamberlain Hotel in Washington und viele Interessierte aus aller Welt reisten an, um sie zu bestaunen. Auch Präsident Arthur fand lobende Worte. Zur Feier seiner Erfindung wurde ein Bankett gegeben. Mergenthaler hielt eine große Rede, in der er den Weg seiner Erfindung Revue passieren ließ. Stilson beabsichtigte, eine Gruppe von Zeitungsverlegern als Geldgeber zu gewinnen.

### Blower-Linotype und Geldgeber

Linotype von 1886 für die Tribune

Das erhoffte Syndikat konnte am 14. März 1885 gegründet werden und bestand aus:
- Whitelaw Reid von der Tribune,
- Walter N. Haldeman vom Louisville Courier-Journal[7]
- Melville Stone und Victor Lawson, der Stone abgelöst hatte, von der Chicago News
- W. H. Rand von Rand, McNally & Company aus Chicago,[8]
- Stilson Hutchins von der Washington Post[9]
- und Henry Smith von der Chicago Inter-Ocean

Das neue Management übernahm die Führung der National Typographic Company im Frühjahr 1885 mit einem Gesamtkapital von ca. 300.000 US-Dollar (heute ungefähr 10 Millionen US-Dollar). Es wurde gesagt, dass dies die höchste Summe war, die in eine amerikanische Erfindung, die bisher keinen Profit erbracht hat, investiert wurde. Das Syndikat kaufte auch die Gesamtheit der Aktien von 7.000 US-Dollar (2010: 164.000 US-Dollar) für 32 US-Dollar per Aktie, zusammen mit dem entsprechenden Anlagevermögen, das sich auf 14.024 US-Dollar belief, von der National Typographic Company.
Mergenthaler konstruierte eine völlig neue Maschine und überzeugte auch seine skeptischen Geldgeber davon. Am 3. Juli 1886 wurde die erste Maschine mit jetzt frei umlaufenden Messingmatrizen fertiggestellt und bei der New York Tribune vorgestellt. Der Herausgeber Whitelaw Reid soll bei der Inbetriebnahme ausgerufen haben: „A line of types!“. Damit war der Name für diese Maschine gefunden: „Linotype“. Mit ihrer Hilfe konnte die Leistung eines Setzers (jetzt: Maschinensetzers) auf etwa 6.000 Zeichen pro Stunde gesteigert werden. Das erste Modell wurde „Blower-Linotype“ genannt, weil zum Transport der Matrizen Druckluft eingesetzt wurde. Um in Serienproduktion gehen zu können und den Preis für die Maschine niedrig zu halten, brauchte Mergenthaler einen Weg, um die Matrizen günstig zu fertigen. Mit den bisherigen Möglichkeiten konnte man die jeweils 1.200 Matrizen nicht wirtschaftlich herstellen, so dass Mergenthaler eine eigene Matrizenfabrik baute und dafür verschiedene Spezialmaschinen entwickelte. Er verwendete auch die Stempelschneidemaschine von Linn Boyd Benton und erreichte schließlich eine günstige Fertigung.
Weil die National Typographic Company nicht die Mittel besaß, diese Produktion zu finanzieren, wurde 1885 eine neue Firma, die Mergenthaler Printing Company, mit einem Stammkapital von 1.000.000 US-Dollar (2010: 23.400.000 US-Dollar) gegründet. Whitelaw Reid wurde der Präsident und Geschäftsführer dieser Firma. Die Besitzer der alten National Typographic Company forderten Optionsscheine, denn das Syndikat wollte die Mehrheit in der neuen Firma. Hine forderte daraufhin 25 % von dem Kapital für die Investoren der Washingtoner Gruppe und Mergenthaler, der sein ganzes persönliches Vermögen in seine Firma gesteckt hatte, akzeptierte ein Darlehen von Reid, damit er selbst Aktien kaufen konnte. Die Bedingungen des Darlehens waren ziemlich hart: Reid behielt die Aktien als Kreditsicherheit mit unwiderruflicher Handlungsvollmacht und verlangte 6 % Zinsen. Als die Firma eine 20%ige Beteiligung an den Kosten für die Firmengründung verlangte, beliefen sich Mergenthalers Schulden auf 5.000 US-Dollar.
Bevor die letzte der zwölf Maschinen fertiggestellt war, hatte Mergenthaler neun Verbesserungen eingebracht, die alle patentiert wurden. Die Geschäfte wurden nun von einer Gruppe von Zeitungsverlegern geführt, die großen Gewinn in der Setzmaschine sahen und die 100 weitere bestellten, die schnellstens gebaut werden sollten.
Innerhalb von vier Jahren besaß die Tribune ein Dutzend Linotype-Maschinen und hatte ein 500-Seiten-Buch mit dem Titel „The Tribune Book of Open Air Sports“ veröffentlicht.
1887 besaß die New York Tribune 30 Linotypes, die Washington Post 15, Rand of Rand in Chicago 20 und das Courier Journal in Louisville 18 der Setzmaschinen.
Unzufriedenheit zeigte sich bei den Geldgebern, angeführt von Whitelaw Reid, denn die Maschinen arbeiteten nicht zufriedenstellend und Fehler traten beim Dauereinsatz in der Zeitung auf. Auch war keine Zeit, den Bediener ausreichend mit der Maschine vertraut zu machen. Mergenthaler bat um mehr Zeit, aber die Direktoren entschieden, dass die Tribune-Maschine, wenigstens im Augenblick, genüge und gaben noch einmal 100 Stück in Auftrag. Die Fabrik in der Camden Street in Baltimore musste vergrößert werden und die Anzahl der Arbeiter wurde von 40 auf 160 aufgestockt. Er vergab die Herstellung des Rahmens sowie einiger größerer Teile an Fremdfirmen und fertigte in seiner Firma die Matrizen und die empfindlichen Teile und erledigte den Zusammenbau. Mergenthaler musste jetzt ein weites und breit gefächertes Feld abdecken. Als Erstes musste er die benötigten Werkzeuge herstellen. Dann musste er die ungelernten Arbeiter ausbilden, während er die ganze Zeit unter dem Druck der Aktionäre stand, die schnell hohe Dividenden erwarteten. Hauptsächlich benötigte er Gussformen zu niedrigen Preisen. Ein Versuch, diese von einer anderen Firma herzustellen zu lassen, war kläglich gescheitert. Für eine entsprechende eigene Firma zur Herstellung der Matrizen benötigte er nicht weniger als dreißig Spezialmaschinen, die alle von geübtem Personal bedient werden mussten. Mit diesen zur Hand, war es Mergenthaler möglich, Gussformen zu Preisen herzustellen, die innerhalb der Kostenvorstellung seiner Vorgesetzten lagen. Seine ursprüngliche Aufgabe war es, die Stempel, welche die Buchstaben in die Matrizen drückten, vorzubereiten und zu behalten. Der von Linn Benton erfundene Pantograph kam für ihn etwas zu spät, denn er hatte gerade eine ähnliche Maschine gebaut.
Jetzt braute sich Ärger von allen Seiten zusammen: Die Sub-Unternehmer lieferten nicht im Zeitplan und das Material war oft von minderwertiger Qualität. Vom Büro der Tribune wurden fehlerhafte Matrizen zurückgeschickt, was eine sorglose Herstellung belegte. Mergenthaler tat alles Menschenmögliche, das Personal zu schulen. Er druckte detaillierte Anweisungen, wie sie heute von Effizienz-Experten herausgegeben werden. Er blieb bei seinen Männern vom Morgen bis zum Abend – und länger. Wenn er einen Fehler sah, korrigierte er ihn persönlich. Aber dennoch ging die Arbeit schleppend voran, besonders im Zusammenbau der Maschinen. Als Ansporn für ein schnelleres Arbeiten setzte er eine Belohnung von 10 US-Dollar aus für jede Maschine, die zu vernünftigen und tragbaren Kosten zusammengebaut wurde. Dann dehnte Mergenthaler sein Bonus-System auch auf die Herstellung aus und wurde von den Arbeitern bejubelt.
Aus dem Büro der Tribune erhielt er wertvolle Hinweise von zwei vertrauenswürdigen Personen: Ferdinand J. Wich und Ernest Girod. Zum Beispiel, dass die gusseisernen Nocken, welche die slugs auswarfen, sich zu schnell abnutzen. Hier schlugen sie stattdessen gehärteten Stahl vor. Der Auswurfhebel lockerte sich bei längerem Gebrauch vom Rahmen; kleinere Verbesserungsvorschläge für den Hebe- und Verteilermechanismus wurden ebenfalls gemacht und von Mergenthaler umgehend umgesetzt. Im Februar 1888 wurden fünfzig Maschinen an die Zeitungen ausgeliefert.

### Das Zerwürfnis

Katalog der Firma Ottmar Mergenthaler & Co. in Baltimore

Die Linotype-Zeilensetzmaschine von 1899

Mergenthaler und seine Direktoren hatten sich immer mehr voneinander entfernt. Nach einigen bitteren Briefen trat Mergenthaler am 15. März 1888 als Werksleiter zurück. Nach dem Zerwürfnis mit der Firma konnte nur diese komplette Maschinen herstellen, weil sie die Patentrechte besaß. Mit seiner eigenen Fabrik in Baltimore, „Ottmar Mergenthaler & Co.“, stellte er Maschinenteile her, wie aus seinem Katalog ersichtlich.
Ottmar Mergenthaler verbesserte seine Maschine in den folgenden Jahren immer weiter. Da er während seiner Entwicklung den Bau des alten Modells anhalten wollte, überwarf er sich mit den Mitgesellschaftern und trat aus dem Unternehmen aus.
Seine Zeichnungen, erstellt mit der gewohnten Klarheit, legte er seinen Freunden vor, mit der Information, dass er nicht die Mittel habe, diese Arbeit durchzuführen. Hier sprang James Ogilvie Clephane in die Bresche und sammelte zehn Schecks ein, jeder über 200 US-Dollar und überwies die 2.000 US-Dollar an Mergenthaler, dem er es damit ermöglichte, seine letzte und erfolgreichste Maschine zu bauen. Im Laufe des Jahres 1889 kam es zu einem Testlauf. Sie arbeitete nicht nur schneller als ihre Vorgänger, sondern erzielte auch bessere Ergebnisse. Die Konstruktion hatte an Stärke und Zuverlässigkeit gewonnen. Aber ihr Gewicht war noch zu hoch, ein Fehler, der zu Lasten von ihrem Konstrukteur ging, da die Rahmen dazu neigten, übermäßig massiv zu sein. Es wurde beschlossen, die Teile mit Bedacht leichter zu bauen, und es wurde eine zweite Maschine konstruiert, die dann als Muster für die Produktion dienen sollte. Das Patent hierfür wurde am 28. Februar 1888 eingereicht.
Die Maschine wurde im Februar 1890 fertiggestellt und im Judge Building, New York, von James Clephane und Abner Greenleaf, Freunden Mergenthalers, ausgestellt. Das Judge Building an der 110 Fifth Avenue (Manhattan) und 16th Street hieß so, weil hier das Judge Magazine von der Druckerei Sackett, Wilhelms & Company hergestellt wurde, die 1891 im Besitz einer Druckereimaschine war.
1890 hörte Mergenthaler zum ersten Mal von dem Typographen von John Raphael Rogers in Cleveland. Rechtsanwalt Philip T. Dodge fuhr nach Cleveland, um sich Rogers Maschine anzusehen. Dodge kündigte gegenüber Rogers Firma rechtliche Schritte an, weil deren Maschine Mergenthalers Patente verletze.

### DieMergenthaler Linotype Company

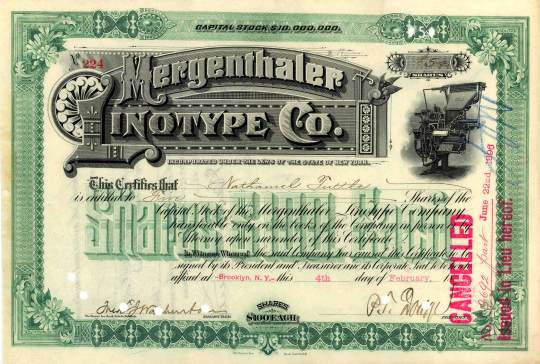
Aktie der Mergenthaler Linotype Company von 1896

Nach Mergenthalers Erfolg mit dem Maschinenmodell „Simplex“ kam es wieder zur Einigung mit den bisherigen Gesellschaftern. Die verstärkte Nachfrage nach den Linotype-Maschinen führte 1891 zum Zusammenschluss der Mergenthaler Printing Company mit der National Typographic Company, was zur Gründung der neuen Firma Mergenthaler Linotype Company mit Hauptsitz in 44-60 Ryerson Street in Brooklyn, New York City, führte. Es war das erste Mal, dass der Name „Linotype“ im Firmennamen auftauchte.
1889 erhielt Mergenthalter die John Scott Medal von der City of Philadelphia sowie im Januar 1890 vom Franklin Institute in Philadelphia die Elliott Cresson Medal in Gold „für die Schnelligkeit und Exzellenz, mit der die Linotype-Maschine arbeitet, und für deren Wirtschaftlichkeit“. Einige Jahre vor seinem Tod erhielt er für seine Erfindung die Cooper-Medaille von der Cooper Union, New York.
Im Dezember 1891 trat Lemon G. Hine als Präsident der neuen Gesellschaft zurück. Sein Nachfolger wurde Philip T. Dodge, der als Patentanwalt und Rechtsberater dem Konzern wertvolle Dienste erwiesen hatte.
Bittere Gefühle blieben bestehen, besonders als Mergenthaler 1895 einen Brief von Dodge erhielt, in dem er ihn bat, dass er der Firma erlauben möge, seinen Namen aus dem Firmennamen zu entfernen mit der Begründung, dass dieser zu lang sei und auch zu zeitaufwendig, ihn auszuschreiben, und außerdem unterliege er Schreibfehlern. Mergenthaler weigerte sich und beendete seinen Antwortbrief folgendermaßen: “Hoping to be spared the intended humiliation, I am, Yours Truly, Ott. Mergenthaler.” (In der Hoffnung, dass mir die beabsichtigte Demütigung erspart bleibt, verbleibe ich …) Sein Name blieb in den nächsten 88 Jahren Bestandteil des Firmennamens – ohne dass er dem Verkauf geschadet hätte.
Weil die Maschinen relativ teuer in der Anschaffung waren (3.000 US-Dollar; entspricht heute ungefähr 120.000 US-Dollar) war für viele Druckereien und kleinere Zeitungen ein Kauf unerschwinglich. Deshalb konzentrierte sich die Firma auch auf die Vermietung der Maschinen, was bedeutete, dass das Unternehmen offiziell eine Leasing Company war. Gemäß einem Bericht der „Los Angeles Times“ betrug die jährliche Mietgebühr während des Geschäftsjahres 1895–96 für die neue “Simplex”-Maschine 500 US-Dollar mit einer Kaufoption von 2.500 US-Dollar am Ende der Vertragslaufzeit. In dem genannten Jahr hatte die Firma ca. 1.600 Maschinen vermietet.
1894 zahlte die Firma erstmals eine Dividende aus.
Auf der Pariser Weltausstellung 1889 war Mergenthalers Zeilensetzmaschine die Sensation. Edison soll sie sogar als achtes Weltwunder bezeichnet haben.
1892 wurde in Amerika bereits die tausendste Linotype-Setzmaschine hergestellt.
1893 gewann Mergenthaler internationale Anerkennung, als die Linotype auf der World’s Columbian Exhibition in Chicago ausgestellt und gefeiert wurde.
Mergenthaler erfand drei kommerziell erfolgreiche Setzmaschinen:
- Die erste wurde – wegen des Betriebs mit Druckluft – als ‘Blower Linotype’ bekannt
- Die zweite war die ‘Square Base’ (Vierkant-Fuß)
- 1891 stellte Mergenthaler sein drittes verbessertes Modell vor, die ‘Simplex’, oder ‘Model 1’, wie sie bekannt wurde. Damit waren alle Kinderkrankheiten ausgemerzt, welche die vorhergehenden Maschinen noch aufwiesen.

Die ‘Model 1’ war die letzte Maschine, die zu Lebzeiten von Mergenthaler gebaut wurde.
1895 waren 2608 Linotype-Model-1-Maschinen an 385 Orten in den USA installiert. In diesem Jahr wurden auch die Linotype-Maschinen von den Druckereien anerkannt.
Am 10. August 1898 meldete Ottmar Mergenthaler in Deutschland eine „Einrichtung zum Giessen von Zeilentypen nach zusammengestellten Matrizenzeilen“ zum Patent an.

### Krankheit und Tod
Im Herbst 1888 erkrankte Ottmar Mergenthaler an einer schweren Rippenfellentzündung, die dank der guten Pflege seiner Ehefrau bald ausheilte. Kaum genesen, widmete er sich wieder seiner Linotype.
1892 besuchte er noch einmal seinen Vater in Deutschland. Zwei Jahre darauf hatte Tuberkulose seine Lunge angegriffen. Mergenthaler zog sofort in die Blue Ridge Mountains von Maryland, und danach lebte er am Saranac Lake, New York, im "Baker cottage", das sieben Jahre zuvor von Robert Louis Stevenson bewohnt worden war. Er übersiedelte 1896 für sechs Monate in das klimatisch günstiger gelegene Prescott in Arizona und zog später nach Deming in New Mexico. Im November des folgenden Jahres brannte sein Haus bis auf die Grundmauern nieder. Er hatte sich zuvor mehrere Monate mit dem Schreiben seiner Autobiografie beschäftigt, die auf vielen persönlichen Aufzeichnungen, juristischen Unterlagen und auf Hunderten von Briefen basierte. Dies alles wurde Opfer der Flammen. Im April 1898 kehrte er von Deming nach Baltimore zurück, wo er eine viel kürzere Autobiografie schrieb als der Band, der in New Mexico verbrannt war. Am 28. Oktober 1899 starb Ottmar Mergenthaler erst 45-jährig aufgrund seiner Tuberkuloseerkrankung in seinem Haus 159 West Lanvale Street in Baltimore. Drei Tage später wurde er auf dem Loudon-Park-Friedhof in Baltimore bestattet.

### Familie und Testament
1881 heiratete er Emma Lachenmaier. Aus der Ehe gingen fünf Kinder hervor:
- Fritz Lilian (1883–1910) studierte an der Cornell University Maschinenbau. Er starb am 9. August 1910 mit seiner Frau Doris Feldner und deren Eltern, als ihr Auto bei Cape May von einem Schnellzug erfasst wurde.
- Julius Ottmar (1884–1888), der im Alter von vier Jahren starb
- Eugene George (1885–1919) studierte an der Johns Hopkins University, wurde Elektro-Ingenieur und eröffnete sein eigenes Unternehmen in Baltimore. Er blieb unverheiratet und starb 1919 an der Spanischen Grippe. Der Universität hinterließ er eine Schenkung zum Bau der Mergenthaler Hall,[20] die als vierstöckiges Labor 1943 fertig gestellt wurde.
- Hermann Charles (1887–1972) studierte an der Technischen Hochschule in Karlsruhe und lebte bis zu seinem Tod in den USA.
- Pauline Rosalie (1894–1986) heiratete 1917 Rody Perkins.

Einen Monat nach Mergenthalers Tod wurde das Testament eröffnet. Er hinterließ dem Baltimore German Orphan Asylum (Allgemeines Deutsches Waisenhaus) 2.000 Dollar (im Jahr 2010 entsprach dies 54.200 Dollar). Seine Ehefrau erhielt ein Drittel seines Vermögens, das auf 500.000 Dollar (im Jahr 2010 ein Wert von 13,6 Millionen Dollar) geschätzt wurde, einschließlich Aktien und Bonds. Der Rest seines Vermögens wurde unter den Kindern aufgeteilt, die mit 21 Jahren darüber verfügen durften. Gemäß seinem Vertrag mit seiner Firma erhielt die Familie 50 Dollar für jede hergestellte Linotype-Maschine.

## Linotype-Niederlassungen im Ausland
Die erste Linotype-Setzmaschine auf dem Europäischen Kontinent kaufte 1894 eine Verleger-Gruppe in den Niederlanden, „De Neederlandsche Financier“, für ihr Büro in Amsterdam.
Nach einer Mitteilung in der Washington Post 1889 wurden die Patentrechte im gleichen Jahr nach Großbritannien und Irland für 2,5 Millionen US-Dollar (entspricht heute ungefähr 88 Millionen US-Dollar) verkauft. Obwohl der Bericht nicht den Namen der “British company” nannte, war es sicher, dass die British Linotype Company Ltd. mit ihrem Hauptsitz in Manchester die Patentrechte erworben hatte.
1896 gab es weltweit über 3000 Linotype-Setzmaschinen. Auch in Deutschland wurde im Oktober 1896 ein Tochterunternehmen gegründet, die „Mergenthaler-Setzmaschinen-Fabrik GmbH“ in Berlin. Die Herstellung der Setzmaschine für den deutschsprachigen Raum übernahm die Berliner Maschinenbau AG, vormals L. Schwartzkopff. Die Linotype-Matrizen stellte die Frankfurter Schriftgießerei D. Stempel her.
Als 1911 die Linotype-Patente erloschen, erschien die INTERTYPE auf dem Markt, die von der International Typesetting Machine Company hergestellt wurde. Sie war in etwa baugleich mit der Linotype, jedoch mit einigen Änderungen und Verbesserungen. Beide Maschinen benutzten die gleichen Matrizen.

## Bedeutung

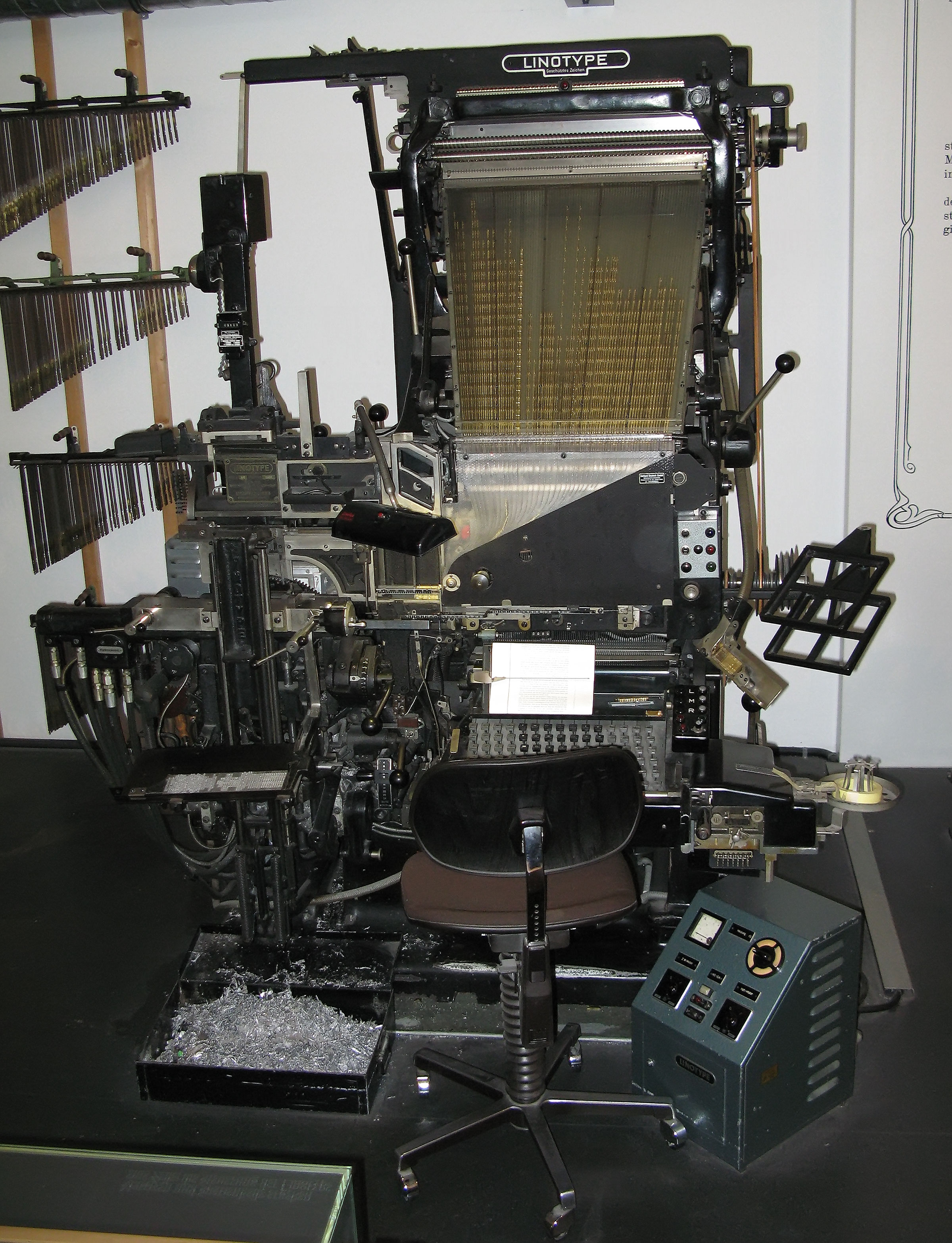
Linotype-Setzmaschine mit Lochstreifensteuerung (um 1970)

Mit der Linotype-Maschine begann 1884 ein neues Zeitalter in der Drucktechnik. Zeitungen und Bücher konnten schneller und billiger hergestellt werden. So stieg die Auflage der amerikanischen Zeitungen innerhalb kurzer Zeit von 3,6 Millionen auf 33 Millionen. Vor allem Zeitungsbetriebe, die große Mengen Text in kürzester Zeit herstellen mussten, hatten bald ganze Säle voller Linotype-Setzmaschinen. Etwa ein Jahrhundert lang dauerte die Ära dieser genial konstruierten Maschine. Bis Anfang der 1980er Jahre blieb die Linotype-Setzmaschine, die kontinuierlich weiterentwickelt wurde und bei Lochstreifensteuerung Stundenleistungen von bis zu 25.000 Zeichen erreichte, gängige Technik. Dann verdrängten neue Techniken, wie Fotosatz und später Desktop-Publishing (DTP), die Linotype-Bleisetzmaschinen. Heute ist sie nur noch in einigen wenigen Druckereien als Liebhaberstück zu finden. In vielen namhaften technischen Museen hat die Maschine jedoch ihren gebührenden Platz erhalten. Die Erfindung Ottmar Mergenthalers wird als „die bedeutendste satztechnische Innovation seit Gutenberg“ angesehen und leitete eine epochale Entwicklung in der Satzherstellung und damit für die gesamte Drucktechnik ein.

## Gedenken

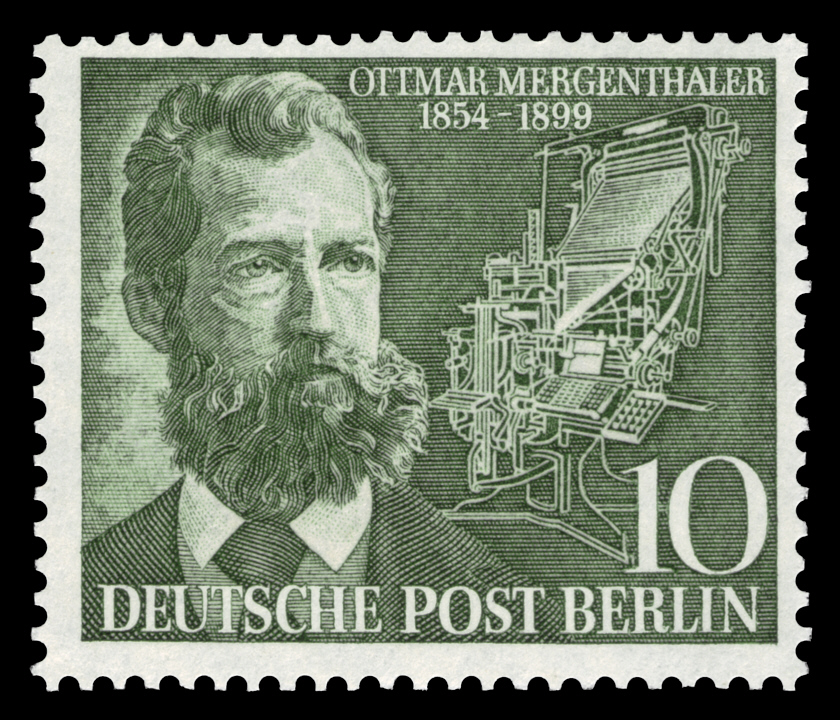
Briefmarke (1954) zum 100. Geburtstag

In Amerika ist Mergenthalers Name noch immer hoch angesehen. Er wurde in die „National Inventors Hall of Fame“ (Nationale Erfinder-Ruhmeshalle) aufgenommen, die ein Museum in Akron (Ohio) besitzt. Neben Friedrich Wilhelm von Steuben und Carl Schurz gilt er als einer der bedeutendsten Männer, die als Einwanderer aus Deutschland die Geschichte der USA mitgestaltet haben.
In der New York Public Library hängt ein etwa 3 Meter hohes Wandgemälde von Ottmar Mergenthaler.
In Deutschland wurde am 11. Mai 1954 im Rathaus von Hachtel, heute ein Stadtteil von Bad Mergentheim, eine Gedenkstätte für Ottmar Mergenthaler eingerichtet.
Im Stadtteil Kleinglattbach der Stadt Vaihingen an der Enz gibt es die Ottmar-Mergenthaler-Realschule.
Ebenfalls zu seinem 100. Geburtstag am 11. Mai 1954 brachte die Deutsche Bundespost Berlin eine Sonderbriefmarke mit seinem Porträt und der Linotype zu seinem Gedenken heraus.
Es wurden mehrere Straßen nach ihm benannt, unter anderem in Frankfurt am Main und Bielefeld.
In Samuel Fullers Zeitungsdrama Park Row (1952) wird Ottmar Mergenthaler von dem ungarischstämmigen US-Schauspieler Bela Kovacs dargestellt.

## Galerie

Vorderansicht der Ott.-Mergenthal-Fabrik in Baltimore
Geburtsort der Linotype
Blick in eine Werkhalle
Ottmar Mergenthaler am Zeichentisch